# Exposición Universal de Hannover de 2000
La Expo 2000 fue la primera Exposición Universal en Alemania y se celebró del 1 de junio al 31 de octubre de 2000 en el recinto ferial de la ciudad de Hannover bajo el lema Hombre, naturaleza y tecnología - origen de un nuevo mundo.

## Concepto
El Bureau International des Expositions (BIE) decidió el 14 de junio de 1990 en París con un voto de mayoría contra Toronto a la ciudad de Hannover como sede de la Expo 2000. SIIC 2019
En su candidatura se fijaron como objetivos lograr una exposición con visiones para el futuro y modelos para el equilibrio entre el hombre, la naturaleza y la tecnología con cara a presentar soluciones para la convivencia de más de 6 mil millones de personas en nuestro planeta.
Se construyó un parque temático con diversos pabellones recreativos de los principales problemas de la vida actual (trabajo, educación, salud, alimentación, medio ambiente, energía, necesidades básicas, conocimiento, movilidad, siglo XXI) y su proyección al futuro.
Muchos países se presentaron con originales pabellones levantados especialmente para la ocasión y otros utilizaron las naves ya existentes y distribuidas en zonas geográficas. Tan solo se hizo necesario construir un 30% de las instalaciones, y que al terminar la Expo tuvieron que ser desmontadas, recicladas o nuevamente reinstaladas en alguna otra parte, logrando así una exposición muy respetable con el ambiente.
Original fue la idea de presentar Proyectos internacionales para una mejor vida en el futuro. En total se recibieron 487 proyectos sostenibles, aplicables y eficaces de 123 países, que fueron reconocidos como Proyectos oficiales de la Expo 2000.

## Cifras

### Participantes
155 países y 27 Organizaciones internacionales participaron en esta Expo. A falta de dinero de patrocinio, los EE. UU. tuvieron que rechazar la invitación.

### Visitantes
En los cinco meses que duró la Expo se registraron cerca de 18 millones de visitantes. Si se tiene en cuenta la cifra que se esperaba al inicio de la misma (unos 40 millones), se puede decir que la Expo no tuvo ni la mitad de éxito de afluencia del esperado. Esto dio como resultado que el balance general fuera negativo y que muchas empresas hayan registrado ganancias exiguas.

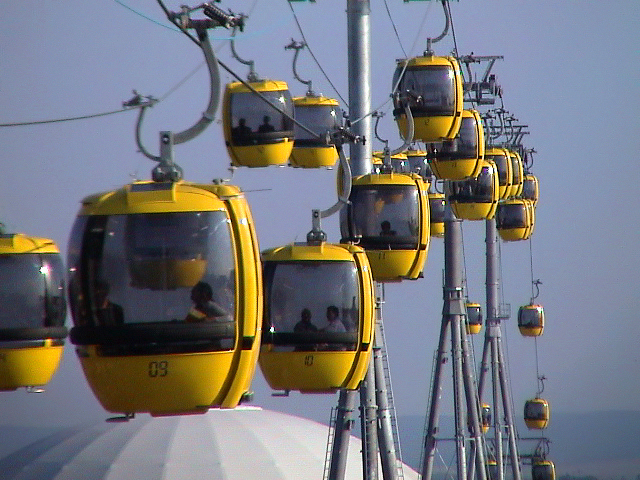
Teleférico que unía las dos partes de la Expo. Las cabinas siguen dando servicio en la Selva Negra, en el teleférico del Belchen

Los factores que influyeron a esto fueron el precio tan elevado de las entradas (semanas después de la inauguración tuvieron que ser rebajadas), la poca cobertura que se le dio en el extranjero y el mal tiempo reinante en los primeros meses.

### Área utilizada
La Expo se realizó en el recinto de la Feria de Hannover, la más importante del país, que se encuentra en el barrio de Kronsberg, en la parte sur de la ciudad. Inicialmente se contaba con los terrenos de la Feria de Hannover, su superficie fue ampliada utilizando terreno libre al sur de la autovía Hannover - Fráncfort del Meno, quedando así la Expo repartida en dos zonas (norte y sur) unidas por un puente y un teleférico. En total se contaron con 160 ha (100 en la parte sur y 60 en la norte)...

### Eventos
La cantidad de eventos artísticos presentados fue mayor que la de cualquier otra de las exposiciones pasadas. El programa cultural y de esparcimiento constó de más de 15 000 espectáculos, representaciones y muestras.

## Países participantes
| Países participantes | Países participantes  | Países participantes            | Países participantes     |
| Asia                 | Asia                  | Asia                            | Asia                     |
| -------------------- | --------------------- | ------------------------------- | ------------------------ |
| Azerbaiyán           | Bangladés             | Bután                           | Brunéi                   |
| Camboya              | China                 | Corea del Sur                   | Emiratos Árabes Unidos   |
| Filipinas            | India                 | Indonesia                       | Irán                     |
| Israel               | Japón                 | Jordania                        | Kazajistán               |
| Kirguistán           | Laos                  | Malasia                         | Mongolia                 |
| Reino de Nepal       | Pakistán              | Palestina                       | Singapur                 |
| Siria                | Sri Lanka             | Tayikistán                      | Tailandia                |
| Uzbekistán           | Vietnam               | Yemen                           |                          |
| África               |                       |                                 |                          |
| Angola               | Benín                 | Botsuana                        | Burkina Faso             |
| Burundi              | Camerún               | Cabo Verde                      | República Centroafricana |
| Chad                 | Costa de Marfil       | República Democrática del Congo | Yibuti                   |
| Eritrea              | Etiopía               | Gabón                           | Gambia                   |
| Ghana                | Guinea                | Guinea-Bisáu                    | Kenia                    |
| Lesoto               | Libia                 | Madagascar                      | Malaui                   |
| Mali                 | Mauritania            | Mauricio                        | Marruecos                |
| Mozambique           | Namibia               | Níger                           | Nigeria                  |
| Ruanda               | Santo Tomé y Príncipe | Senegal                         | Seychelles               |
| Sudáfrica            | Sudán                 | Suazilandia                     | Tanzania                 |
| Togo                 | Túnez                 | Uganda                          | Zambia                   |
| Zimbabue             |                       |                                 |                          |
| Europa               |                       |                                 |                          |
| Albania              | Andorra               | Armenia                         | Austria                  |
| Bielorrusia          | Bélgica               | Bosnia y Herzegovina            | Bulgaria                 |
| Croacia              | Chipre                | República Checa                 | Dinamarca                |
| Estonia              | Finlandia             | Francia                         | Georgia                  |
| Alemania             | Grecia                | Hungría                         | Islandia                 |
| Irlanda              | Italia                | Letonia                         | Liechtenstein            |
| Lituania             | Luxemburgo            | Macedonia del Norte             | Malta                    |
| Moldavia             | Mónaco                | Países Bajos                    | Noruega                  |
| Polonia              | Portugal              | Reino Unido                     | Rumania                  |
| Rusia                | Eslovaquia            | Eslovenia                       | España                   |
| Suecia               | Suiza                 | Turquía                         | Ucrania                  |
| Las Américas         |                       |                                 |                          |
| Argentina            | Barbados              | Bolivia                         | Brasil                   |
| Canadá               | Colombia              | Costa Rica                      | Cuba                     |
| República Dominicana | Dominica              | Ecuador                         | El Salvador              |
| Granada              | Guatemala             | Guyana                          | Haití                    |
| Honduras             | Jamaica               | México                          | Nicaragua                |
| Panamá               | Paraguay              | San Vicente y las Granadinas    | Trinidad y Tobago        |
| Venezuela            |                       |                                 |                          |
| Oceanía              |                       |                                 |                          |
| Australia            | Kiribati              | Papúa Nueva Guinea              | Samoa                    |
| Islas Salomón        | Tuvalu                | Vanuatu                         |                          |

también participaron las siguientes organizaciones internacionales:
| - ASEAN - CARICOM - Comité Interestatal Permanente para el Control de la Sequía en el Sahel - Agencia Espacial Europea - Unión Europea - European Economic Representation of Interests - Tirol, Alto Adigio y Trentino - Autoridad intergubernamental para el desarrollo - BID - Liga Árabe | - Cruz Roja y Media Luna Roja - Comité Olímpico Internacional - Banco Islámico de Desarrollo - OCDE - Organización de la Conferencia Islámica - SADC - Foro del Pacífico Sur - Naciones Unidas - Banco Internacional de Reconstrucción y Fomento |

## Recolocación de los pabellones

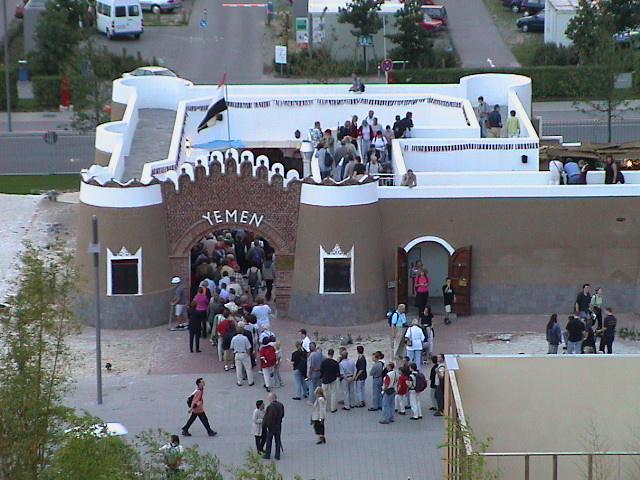
Pabellón de Yemen

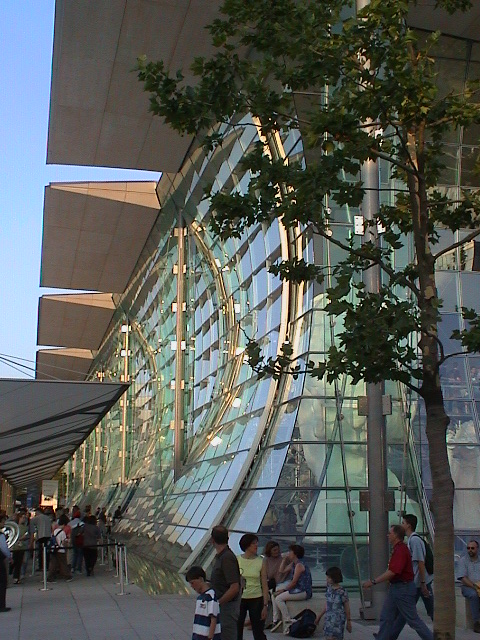
Pabellón alemán

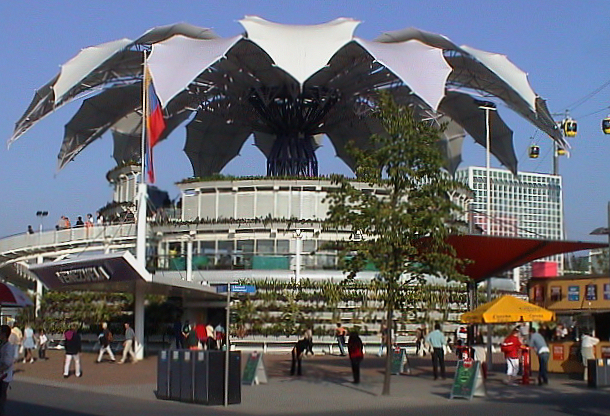
Pabellón de Venezuela

Algunos ejemplos del buen reciclado de los pabellones de esta Expo son:
- El pabellón de Cristo fue construida una réplica exacta en la ciudad de Volkenroda, Turingia como un monasterio y el original fue enviado a Oslo.
- El pabellón alemán se encuentra en el mismo sitio y ha sido utilizado como Centro de Información y Comunicaciones de la Feria de Hannover.
- El pabellón mexicano fue recolocado en Braunschweig como Biblioteca de la Escuela de Artes Gráficas.
- El pabellón colombiano se encuentra hoy en día en un parque de Wolfsburgo como un restaurante y el modelo original a escala en el museo de artes de Bogotá.
- El pabellón irlandés es ahora el edificio de entrada a la Universidad de Dublín.
- El pabellón suizo fue desmontado y vendido en su mayor parte como madera de construcción.
- El pabellón venezolano diseñado por el arquitecto Fruto Vivas se envió a dicho país en el 2001, fue reinstalado entre 2007 y 2008 por empresas venezolanas y por la compañía alemana Global Project Engineering GmbH en la ciudad de Barquisimeto e inaugurada en octubre de 2009. En el 2006 se reconstruyó una réplica exacta y fue colocada en el recinto nuevamente.
- El pabellón de España, diseñado por los arquitectos españoles Antonio Cruz y Antonio Ortiz, aún se conserva en el recinto.